# Bob Weinstock
Robert Weinstock, detto Bob (New York, 2 ottobre 1928 – Boca Raton, 14 gennaio 2006), è stato un produttore discografico statunitense, fondatore della Prestige Records, una casa editrice specializzata in album jazz che conobbe una grande importanza negli anni cinquanta  e sessanta, durante i quali ebbe sotto contratto Miles Davis, John Coltrane, Sonny Rollins, Thelonious Monk ed altri giganti del jazz.

## Biografia
Weinstock fu appassionato di jazz fin da ragazzo, quando, con il sostegno di suo padre Sol, iniziò a vendere per posta dischi che promuoveva tramite annunci sulla rivista Record Changer: la sua attività fu presto abbastanza fiorente da consentirgli di affittare un suo spazio nel negozio Jazz Record Center, sulla quarantasettesima. Assiduo frequentatore del Royal Roost e degli altri jazz club della cinquantaduesima strada a Manhattan divenne presto amico dei musicisti che vi suonavano e nel 1949 fondò una casa editrice, la New Jazz Records, che sarebbe in poco tempo diventata Prestige Records, l'etichetta di cui sarebbe stato il proprietario fino alla vendita, avvenuta nel 1971 alla Fantasy Records.
Weinstock si ritirò in Florida, continuando però a mantenersi in contatto con l'ambiente discografico (in cui fece alcuni episodici rientri nel corso degli anni novanta).
Bob Weinstock morì a causa di complicazioni dovute al diabete, in una casa di riposo di Boca Raton, in Florida, il 14 gennaio 2006.